# Martin Grasegger
Martin Grasegger (* 10. Jänner 1989) ist ein österreichischer Fußballspieler.

## Karriere

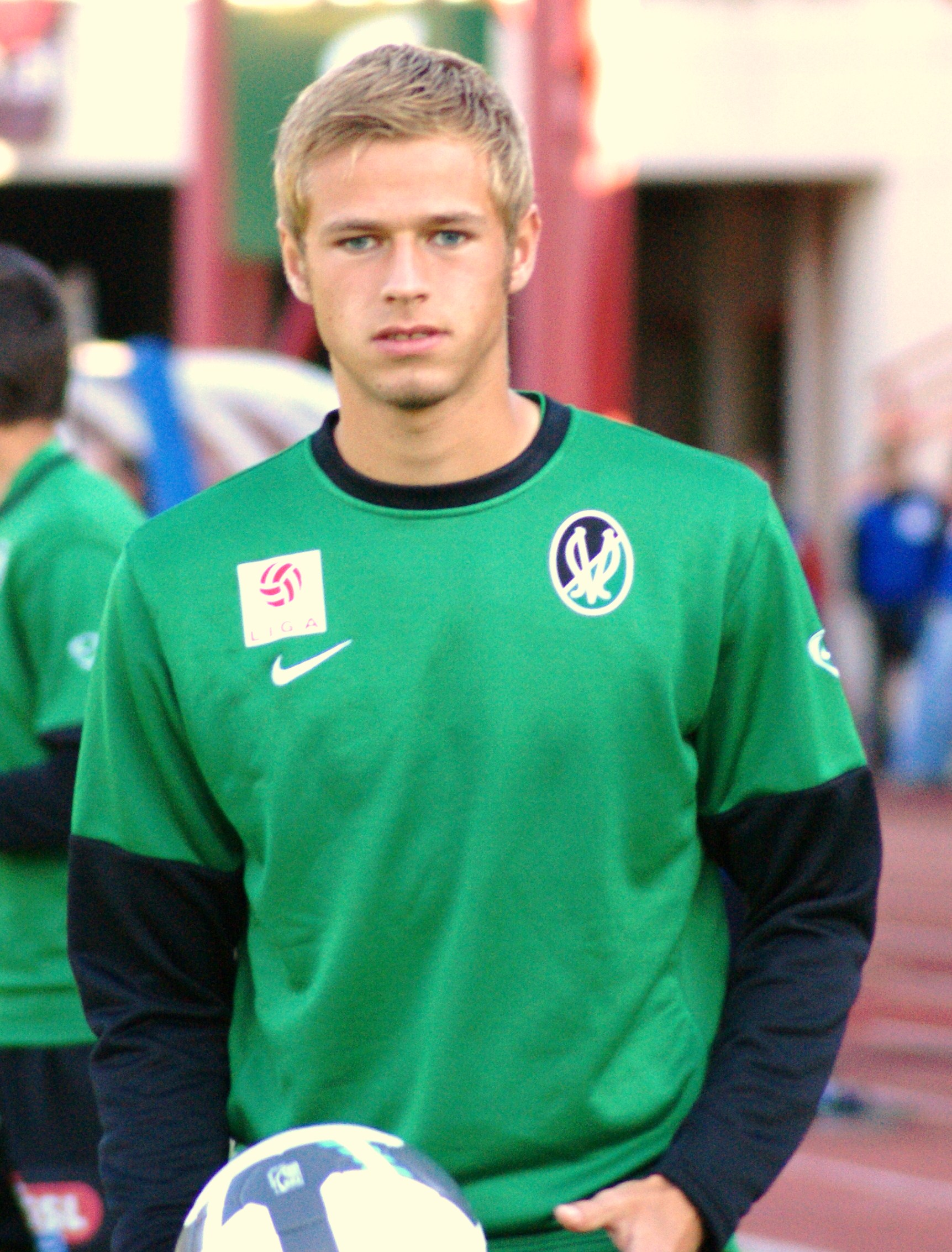
Martin Grasegger als Spieler der SV Ried (2009)

Grasegger begann seine Karriere 1993 in einer der Jugendmannschaften der Union Schlierbach im oberösterreichischen Schlierbach. 2003 wurde er von der SV Ried in deren Jugendabteilung geholt. Bis 2008 war er dort in der Jugend aktiv, ehe er in die Amateurmannschaft wechselte.
Am 2. Mai 2009 gab Grasegger sein Debüt für die Profimannschaft der Rieder, als er bei der 1:2-Auswärtsniederlage gegen die Kapfenberger SV in der 65. Spielminute für den Spanier Nacho eingewechselt wurde. Nach weiteren 22 Spielen wurde er im Sommer 2010 an den Zweitligaaufsteiger SV Grödig verliehen. Im Jänner 2012 wechselte er zum Amateurklub FC Pasching. Im Jänner 2014 wechselte er zum Profiklub SKN St. Pölten. 2016 konnte er mit dem SKN St. Pölten in die Bundesliga aufsteigen.
Zur Saison 2017/18 wechselte er zum Zweitligisten SC Austria Lustenau. Im Sommer 2018 wechselte er zum Ligakonkurrenten FC Blau-Weiß Linz. Für die Linzer kam er in zwei Spielzeiten zu 48 Ligaeinsätzen.
Zur Saison 2020/21 wechselte er zum Ligakonkurrenten SKU Amstetten. Für die Niederösterreicher absolvierte er in jener Saison 16 Zweitligapartien. Zur Saison 2021/22 schloss er sich dem oberösterreichischen Landesligisten ASKÖ Oedt an, für den er mittlerweile (Stand: Mai 2025) in der zweiten Mannschaft zum Einsatz kommt.

### Tätigkeiten im Trainerbereich
Seit Juli 2019 ist er im Besitz der ÖFB-D-Lizenz und erhielt im Juni 2020 die UEFA-C-Lizenz, gefolgt von der UEFA-B-Lizenz im April 2021.
Rund zwei Jahren lang (2018 bis 2020) arbeitete er zudem als Individualtrainer im Nachwuchsbereich des FC Blau-Weiß Linz und war zusätzlich zu seiner dortigen Spielerkarriere von Oktober 2020 bis Sommer 2021 als Individualtrainer beim SKU Amstetten beschäftigt.